# 上海海港足球倶楽部の選手一覧
上海海港足球倶楽部の選手一覧は、上海海港足球倶楽部に所属した経験のある選手の一覧。

## 過去に在籍した選手・スタッフ

### 選手

#### GK
| - 顔駿凌 (2007 - ) | - 孫楽 | - 董佳林 |

#### DF
| - 張衛 - 王燊超 - 金周榮 - 呉海天 | - 楊世元 - 傅歓 - 石柯 | - 賀慣 - 孫祥 - 楊博宇 |

#### MF
| - 汪佳捷 - 蔡慧康 | - ダリオ・コンカ (2015 - ) - 張一 | - 于海 - 鄭致云 |

#### FW
| - アサモア・ギャン (2015 - ) - 武磊 - 呂文君 - 李浩文 | - 李聖龍 - 林創益 - ジャン・エヴラール・クアシ | - 朱崢嶸 - 毛嘉康 - 胡靖航 - エウケソン (2016 - ) |

#### その他
- 艾迪 2006, 2010-
- 王雲龍 2006-2011
- トビアス・ヒーセン 2014-2015
- イマド・ハリリ 2014